# Stanimir Stoilow
Stanimir Stoilow (bulg.: Станимир Стоилов; * 13. Februar 1967 in Chaskowo) ist ein bulgarischer Fußballtrainer und ehemaliger Spieler.

## Karriere als Spieler
Stoilow begann seine Laufbahn als Jugendlicher beim heimischen FK Chaskowo, bei dem er bis 1990 blieb. Von Juli 1990 bis Juni 1992 stand der Abwehrspieler zum ersten Mal bei Lewski Sofia unter Vertrag und wurde in beiden Spielzeiten bulgarischer Pokalsieger. In der Saison 1992/93 spielte er erstmals im Ausland bei Fenerbahçe Istanbul, kehrte aber nach nur einem Jahr in die Heimat zurück und schloss sich ZSKA Sofia an. Wiederum nach nur einer Saison kam er für eine weitere Spielzeit zu Lewski, mit dem er diesmal bulgarischer Meister wurde. Anschließend spielte er für den portugiesischen Klub SC Campomaiorense und kehrte danach erneut nach Sofia zurück, diesmal zu Slawia. 1998 begann seine dritte und bislang letzte Zeit bei Lewski, als Spieler und ab Juli 2000 auch als Co-Trainer. Zweimal, 2000 und 2002, konnte er in dieser Zeit das Double aus Meisterschaft und Pokalsieg, sowie die Meisterschaft 2001 und den Pokalsieg 2003 feiern.

## Karriere als Trainer
In der Saison 2003/04 war Stoilow kurzzeitig als Trainer der U-19-Nationalmannschaft tätig. 2004 wurde er Cheftrainer von Lewski, womit für den Verein eine weitere erfolgreiche Zeit begann. 2005 gewann der Klub den Pokal sowie den Supercup und qualifizierte sich für den UEFA-Pokal, in dem die Mannschaft erst im Viertelfinale gegen Schalke 04 ausschied. 2006 wurde Lewski Meister und wurde das erste bulgarische Team, das sich für die Gruppenphase der Champions League qualifizierte. Bislang das erfolgreichste Jahr für Stoilow und Lewski wurde 2007: Die Mannschaft gewann erneut das Double sowie zusätzlich den Supercup.
Von April bis Juni 2007 war er zusätzlich als Nachfolger von Christo Stoitschkow Interimstrainer der bulgarischen Nationalmannschaft, die er in zwei Qualifikationsspielen zur Euro 2008 betreute. Seine Bilanz als Nationaltrainer ist makellos: beide Spiele gegen Belarus gewann das Team.
Im Mai 2008 wurde Stoilow als Trainer bei Lewski Sofia gefeuert. Im Sommer 2008 übernahm er das Traineramt bei Litex Lowetsch. Am 30. Januar 2009 wurde er zusätzlich erneut zum Nationaltrainer Bulgariens ernannt, nachdem Plamen Markow im Dezember 2008 entlassen worden war. Diesen Posten nahm er bis 2010 ein, als er das Handtuch warf und von Lothar Matthäus ersetzt wurde. 
In der Winter 2010/2011 übernahm Stoilow den zypriotischen Verein Anorthosis Famagusta, wurde aber Anfang Oktober 2011 von Ronny Levy abgelöst.
2014 wurde der Bulgare Cheftrainer beim FK Astana aus der kasachischen Premjer-Liga. Diesen führte er zu vier Meistertiteln 2014, 2015, 2016 und 2017. Mit Stoilow erzielte FK Astana die größten europäischen Erfolge mit der erstmaligen Teilnahme an der Gruppenphase der UEFA Champions League und dem Erreichen der Zwischenrunde in der UEFA Europa League 2017/18.
Von 2018 bis 2019 war Stoilow Nationaltrainer Kasachstans.
2021 übernahm er erneut das Traineramt von Levski und konnte 2022 den bulgarischen Pokal gewinnen.